# Tomohiko Ikoma
Tomohiko Ikoma, född 25 augusti 1932 i Hyōgo prefektur, Japan, död 27 april 2009, var en japansk fotbollsspelare.